# Humbie
Humbie ist ein Weiler im Südwesten der schottischen Council Area East Lothian beziehungsweise in der traditionellen Grafschaft Haddingtonshire. Er liegt rund elf Kilometer südwestlich von Haddington und 19 km südöstlich des Zentrums von Edinburgh vor der Westflanke der Lammermuir Hills.

## Geschichte
Nordöstlich von Humbie liegt Keith Marischal House. Bauherr des 1589 erbauten Herrenhauses war George Keith, 4. Earl Marischal. Gegen Ende des 17. Jahrhunderts fiel das Anwesen an die Earls of Hopetoun, die es erweiterten. Möglicherweise entstand im 17. Jahrhundert die Keimzelle der herrschaftlichen Landvilla Johnstounburn House südlich des heutigen Humbie.
Um 1800 wurde die Humbie Parish Church erbaut. In den 1860er Jahren überarbeitete David Bryce das Gebäude. Im Jahre 1905 wurde auf einem Hügel außerhalb von Humbie mit den Children’s Village eine Erholungsanlage für behinderte Kinder erbaut. 1968 übernahm eine christliche Gruppierung die Anlage. Nach Unregelmäßigkeit ging sie an die Church of Scotland über. Mittlerweile befinden sich dort Privatwohnungen.
Im Oktober 1939 attackierten britische Lufteinheiten nahe Inchkeith eine Heinkel He 111 des Kampfgeschwaders 26, die von einem Angriff am Firth of Clyde zurückkehrte. Die Maschine stürzte schließlich bei Humbie ab. Bei der auch als Humbie Heinkel bezeichneten Maschine handelt es sich um das erste nazideutsche Flugzeug, das über britischem Boden abgeschossen wurde.
Im Jahre 1991 lebten 50 Personen in Humbie. Dies bedeutete einen Rückgang um 18 Personen seit 1961.

## Verkehr
Rund drei Kilometer südwestlich verläuft die Edinburgh mit dem englischen Darlington verbindende A68. In Humbie selbst mündet die B6371 in die B6368. Diese bindet Humbie in Haddington an die A1 sowie die A199 an.